# Museo Diocesano de Urgel

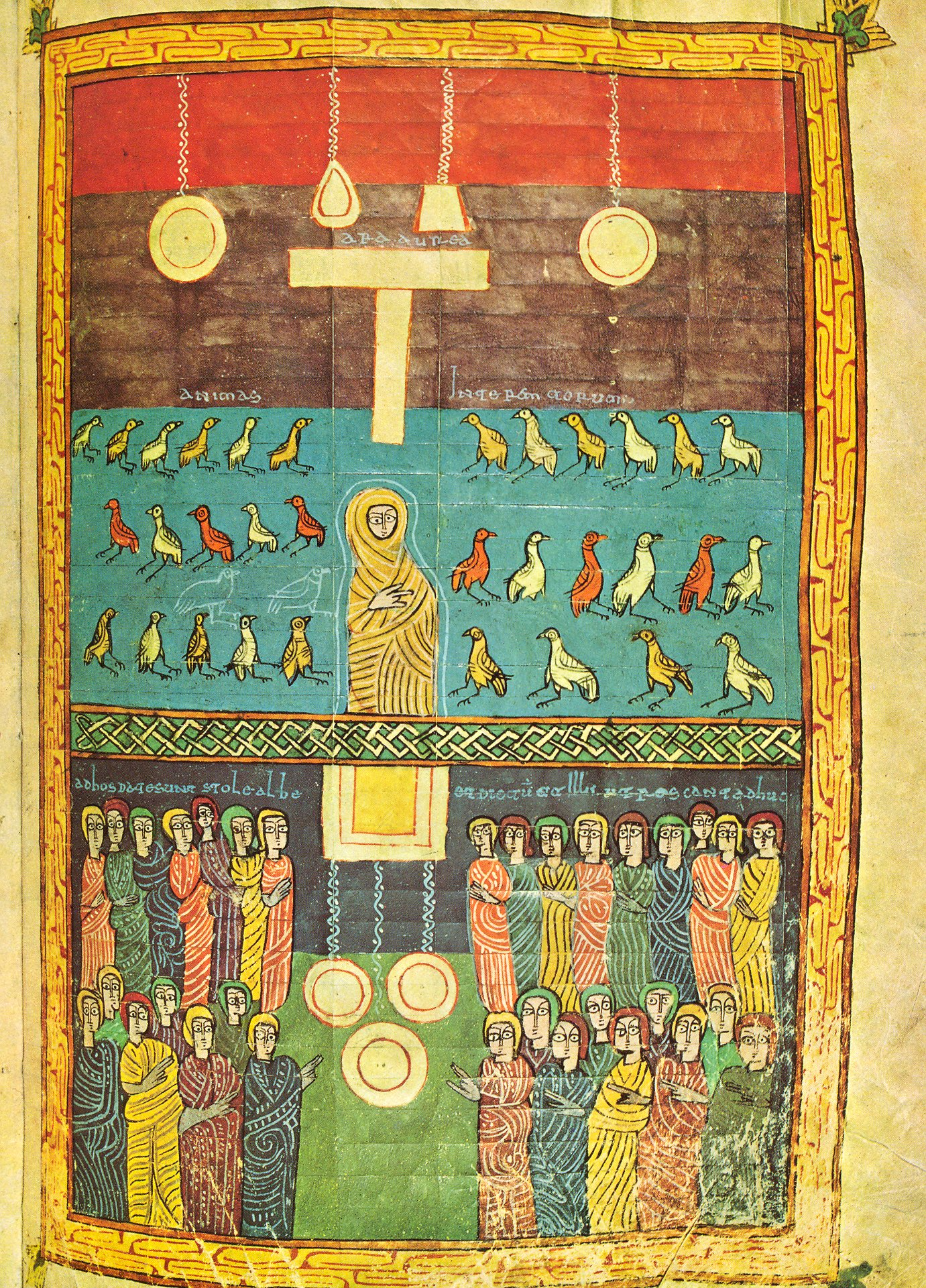
Beato de Liébana.

El Museo Diocesano de Urgel (Museu Diocesà d'Urgell en catalán) fue fundado durante el siglo XX a partir del conjunto de objetos litúrgicos y religiosos depositados en la sala capitular de la catedral de Seo de Urgel. Su origen se remonta al año 1956, cuando un grupo de ciudadanos solicitaron al obispo de la localidad la posibilidad de exponer aquel conjunto de piezas de forma permanente. La propuesta fue aceptada y en 1957, durante la Semana Santa, se creó la Exposición de Arte Sacro. 

## Historia
Impulsado por el éxito de la exposición, el obispo Ramón Iglesias y Navarri decretó la creación del Museo el 7 de agosto de 1957. Se creó entonces oportuno utilizar la iglesia de San Miguel como sala de exposición y con dicha finalidad se iniciaron las obras de adecuación para hacer de ella un espacio seguro y apto para contener las obras. Durante la década de los años sesenta y setenta el fondo de obras de arte se encontró repartido entre la iglesia de San Miguel y la sala capitular de la Catedral, ampliándose la colección merced a las buenas relaciones entre la Diócesis de Urgel y el Museo Nacional de Arte de Cataluña.
El 29 de junio de 1975 se abrieron las puertas del Museo a los visitantes, mientras se llevaban a cabo obras en el templo de la Piedad a fin de depositar en él el grueso de la colección. Asimismo se redactaron los estatutos del Museo y se instaló un moderno sistema de seguridad para proteger las piezas. 
En esta década el Museo se enfrenta a una tarea difícil: debido a la despoblación de amplias zonas pirenaicas, muchos objetos de arte quedaron abandonados y desatendidos, motivo por el cual se creó la Comisión Diocesana para el Patrimonio Artístico, cuya función era la de recoger las piezas de arte de los lugares más desprotegidos, a fin de asegurarlas y exponerlas al público. De este modo, en unos pocos años, la colección se incrementó con más de cien piezas recogidas en diversos puntos de la diócesis.

## Colecciones
La colección del Museo se encuentra constituida básicamente por objetos de arte litúrgico y religioso que abarcan cronológicamente desde el siglo X hasta el siglo XVIII. Entre les piezas más destacadas se encuentran un Beato de Liébana, la bula del papa Silvestre II del año 1001, diversas pinturas murales románicas, como la Adoración de los Reyes de Valencia de Areo, una Maiestas Mariae de la iglesia de Sant Andreu de Baltarga y con motivos de La Pasión de la iglesia de Santa Eulalia de Estaon , guarda diversas imágenes de Virgen con Niño, en madera policromada como la de la iglesia de Ginestarre, y una gran colección de orfebrería gótica, renacentista y barroca.